# 渦堤孩
《渦堤孩》（德語：Undine），德國童話故事，作者穆特·福開（1777-1843）。

## 出版
中國最早在1923年由徐志摩根據Edmund Gosse的英譯本在劍橋時翻譯，打算給母親看。夏志清在《涡堤孩·徐志摩·奥德两赫本》中提到：“徐志摩读小说时，把他自己和林徽音比作是黑尔勃郎和涡堤孩，把张幼仪比作了培儿托达，这个假定我想是可以成立的。”由上海商務印書館初版，列為「共學社文學叢書」之一。